# Verdes Tamás
Verdes Tamás (Budapest, 1936. október 4. – 2012. augusztus 18.)[forrás?] magyar színész, előadóművész.

## Életútja
Már főiskolásként játszott a Nemzeti Színházban, a Vígszínházban és a József Attila Színházban. Diplomás színművészként vidéken kezdte pályáját. 1958–1962 között a Miskolci Nemzeti Színház tagja volt. 1962-től szerepelt az Irodalmi Színpadon, a Vígszínházban, a Gyermekszínházban és a Vidám Színpadon. 1969 óta az Irodalmi Színpad, illetve a Radnóti Színház művésze. Kezdetben főként fiatal hősöket alakított, később inkább önálló irodalmi műsorokban lépett fel.

## Fontosabb színházi szerepei
- Rómeó (Shakespeare: Rómeó és Júlia)
- Jenő (Jókai M.–Földes I.: A kőszívű ember fiai)
- Janek (Čapek: Emilia Marty titka)
- Rezeda Kázmér (Krúdy Gyula: A vörös postakocsi)
- Dezső (Kárpáti P.: Szingapúr, végállomás)

## Önálló estjei
- Szenvedélyes meditáció
- Ady
- Akarsz-e játszani?

## Filmszerepei
- Szomszédok (1987–1996)
- Linda (tévésorozat, 1986–1989)
- Nyolc évszak (1987)
- Fürkész történetei (magyar tévésorozat, 1983)
- A hiba nem az álmaiban van (tévéfilm, 1981)
- Nyaklánc (magyar tévéfilm, 1978)
- Az utolsó kör (1968)
- A ló is ember (magyar tévéfilm, 1968)
- Princ, a katona (magyar tévésorozat, 1967)
- Déltől hajnalig (1965)
- Másfél millió (1964)
- Egy ember, aki nincs (1964)
- Germinal (1963)
- Mindennap élünk (1963)
- Mindenki ártatlan? (1962)
- Két emelet boldogság (1960)